# 納克什班迪教團
納克什班迪教團（Naqshbandi），又译纳合西班迪教团、纳黑希班底教派等，是一個發源於布哈拉的蘇菲主義教團。
该教團最重要的特徵就是對其教統的追溯(溯源至穆罕默德和阿布·巴克爾)，對迪克爾的運用，以及對伊斯蘭教法的繼承。創始人是塔吉克人白哈文丁·納克什班·布哈里（1318–1389），即謝赫·納克什班迪，波斯语中“納克什班德”（‎, Naqsh-band）一词意思即是“畫家”，信徒舉行儀式時心中默念經文胸前畫线淨化心靈。尤素福·哈马达尼（1048-？）是教團歷史上第一個重要的代表人物，他是教團的奠基者，思想先驅。
這教團在16世紀傳入印度，奧朗則布也是教團成員之一。

## 外部連結
- 维基共享资源上的相關多媒體資源：納克什班迪教團
- Muhammad Masoom （页面存档备份，存于）
- Hajjah Naziha Muslim Charity （页面存档备份，存于）